# Barbiquejo (prenda)
Un barbiquejo, también llamado barboquejo o barbijo es un tipo de cinta o correa que sujeta una prenda de cabeza, yelmo, sombrero o casco, por debajo de la barbilla. Generalmente solo lo tiene la prenda que por su uso o aplicación pueda caerse, ya sea por el viento, vibración, inercia, etc. Se ajusta a la cabeza con hebillas o dispositivos ya sea metálicos o aislantes deslizables o simplemente por el nudo al ajustarlo al cuello. A veces tiene un hule o plástico que se ajusta a la barbilla llamado mentonera. Se fabrica de diversos materiales como cuero, tela, plástico o hule requiriéndose que sean flexibles y resistentes. Algunos son elásticos para un mejor ajuste a la cabeza del que lo usa. Este accesorio es de uso obligatorio, siendo el sostén del casco o sombrero para evitar la caída del mismo, como pueden ser con los cascos de motociclista y en la industria.

## Galería

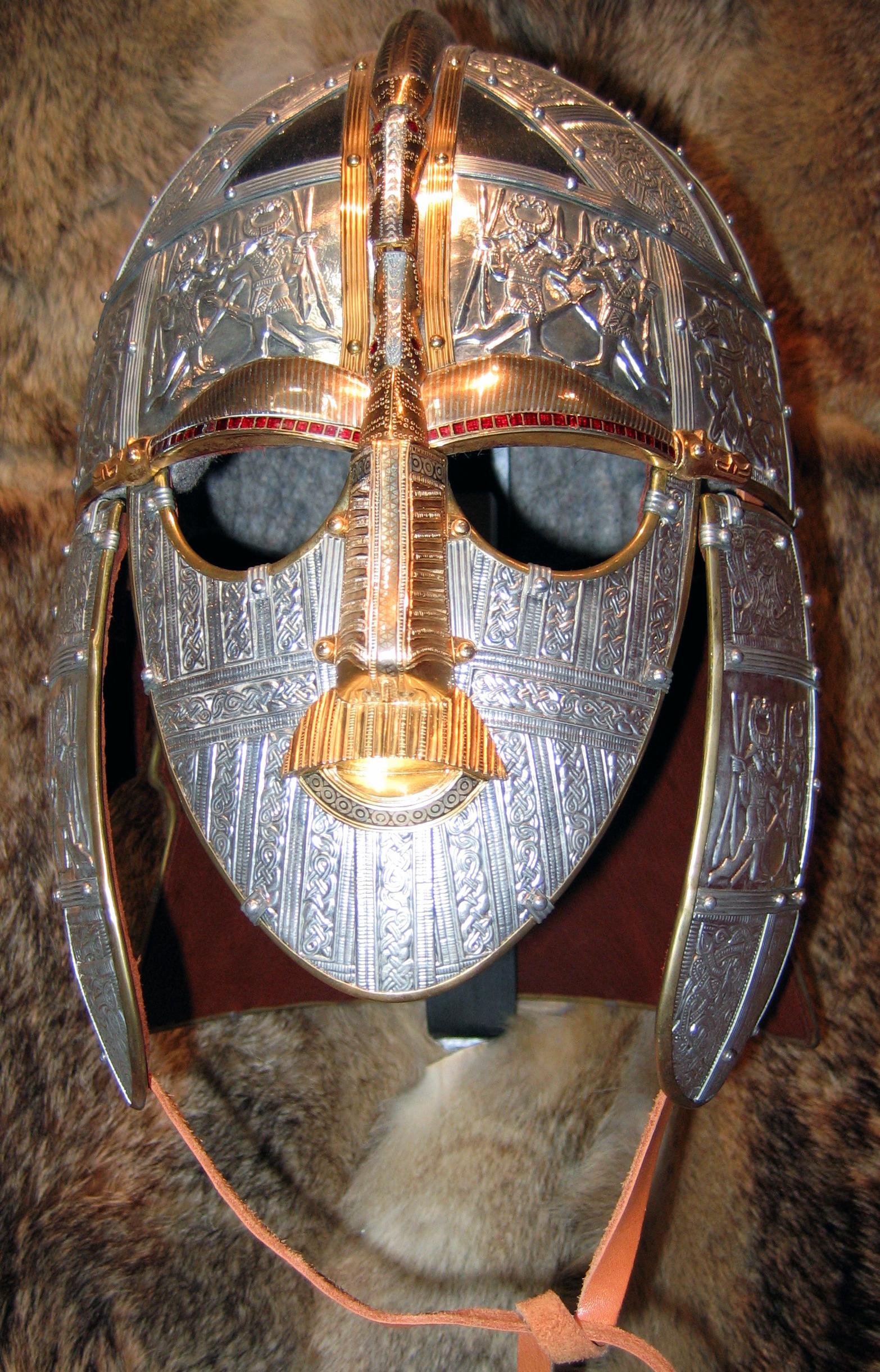
Yelmo con barbiquejo de cuero.
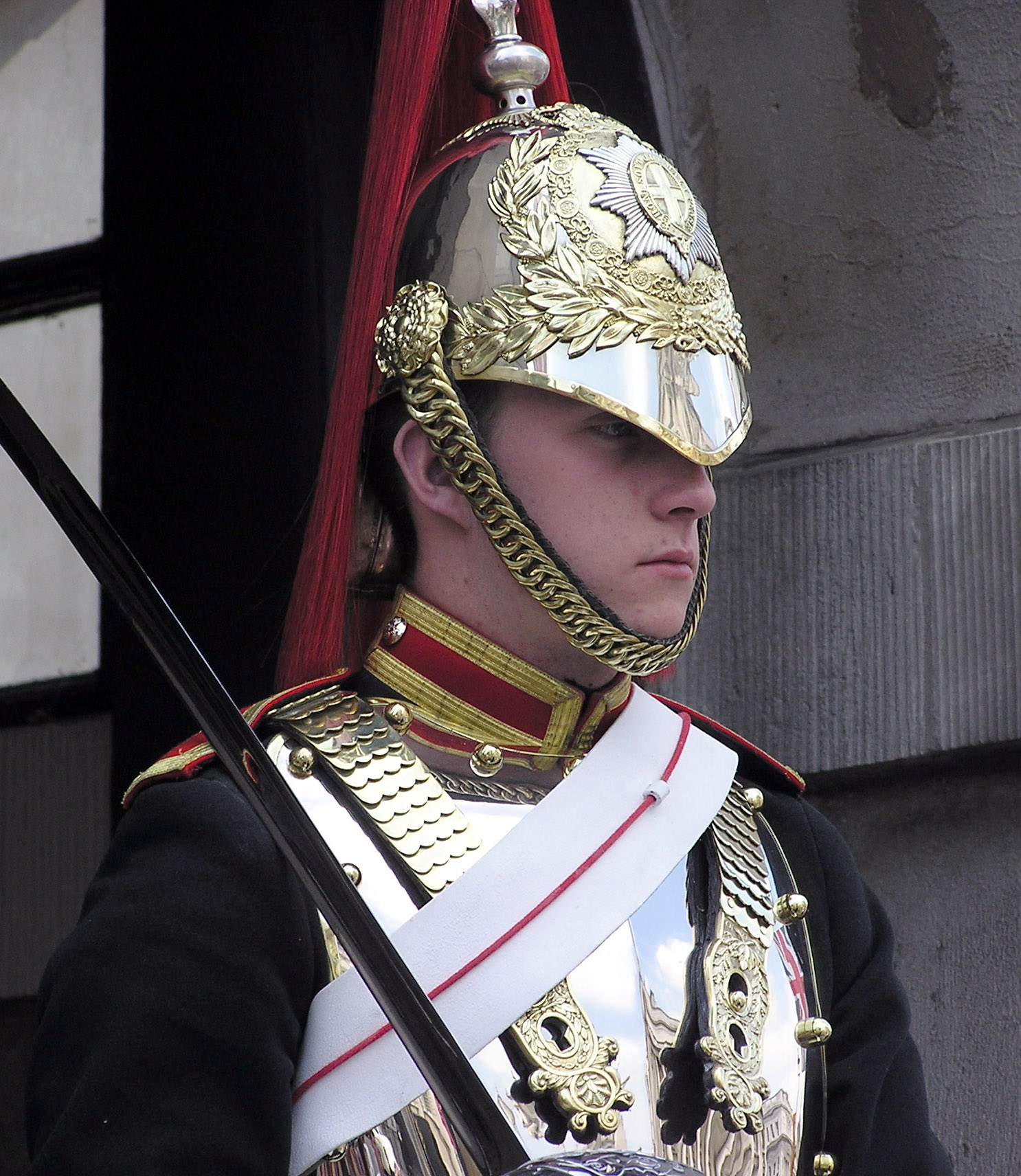
Soldado inglés con su casco y barbiquejo
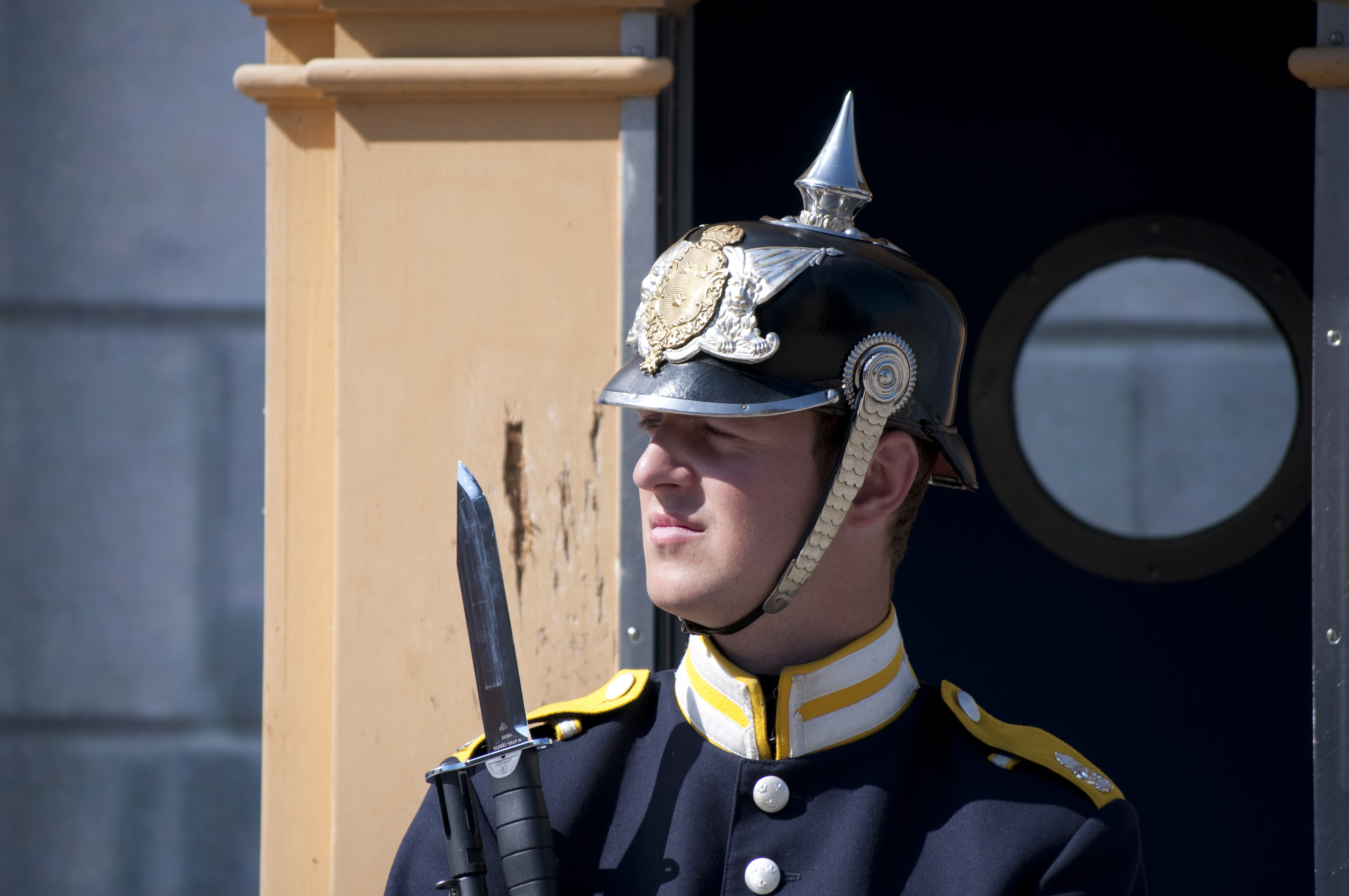
Guardia Real de Suecia.
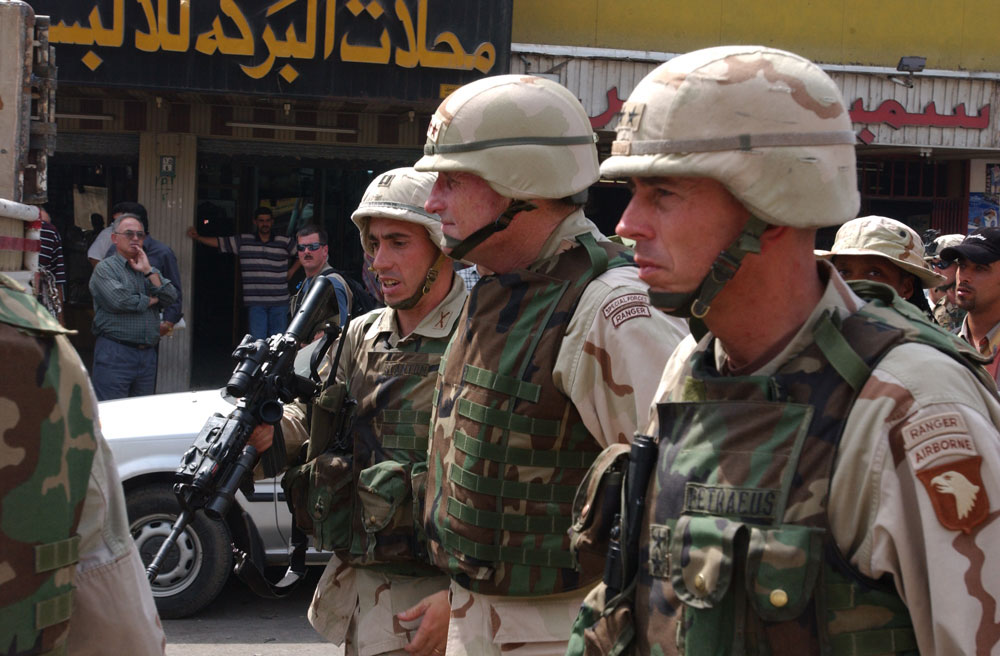
Soldados estadounidenses en Iraq.
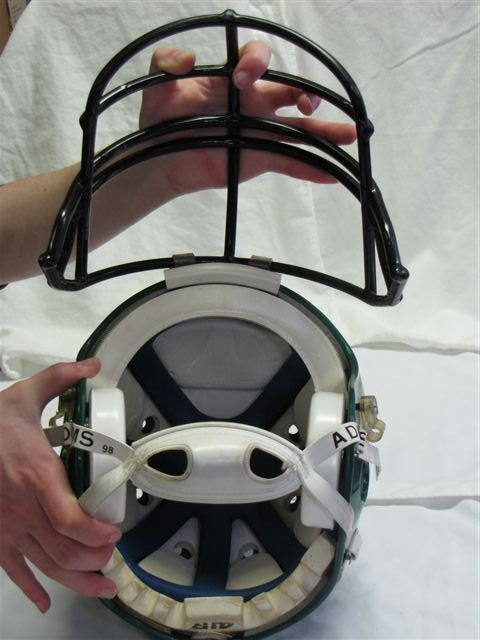
Casco de fútbol americano con su máscara levantada.
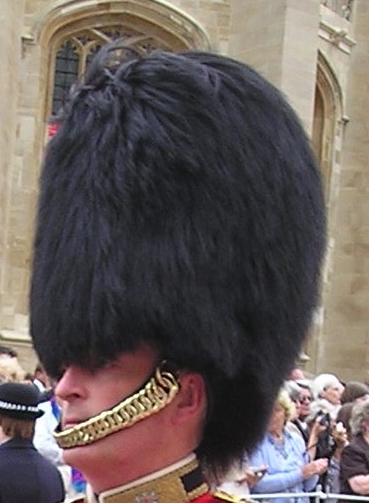
Guardia inglés con su barbiquejo sobre la barbilla.
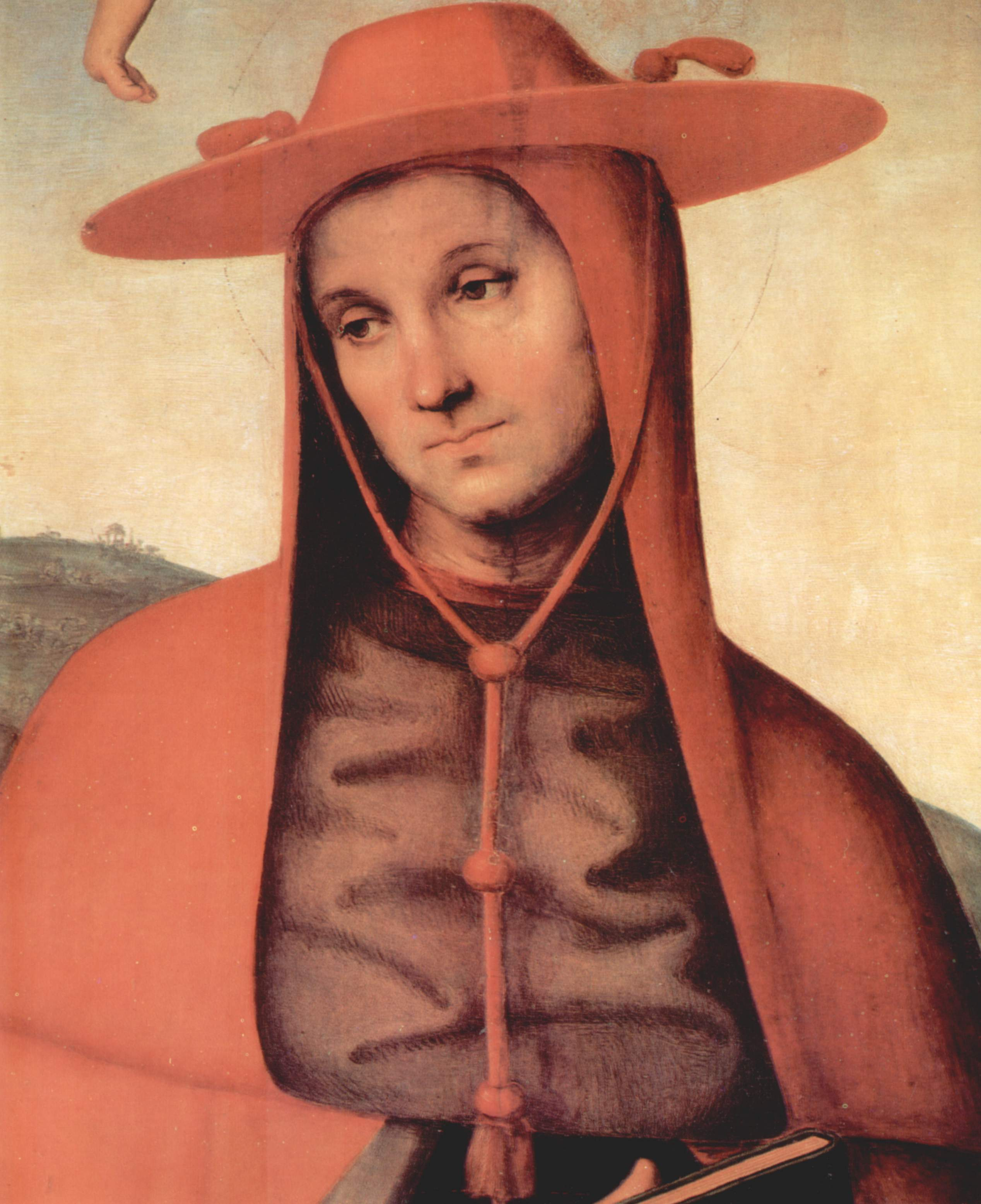
Sombrero con barbiquejo no ajustado.
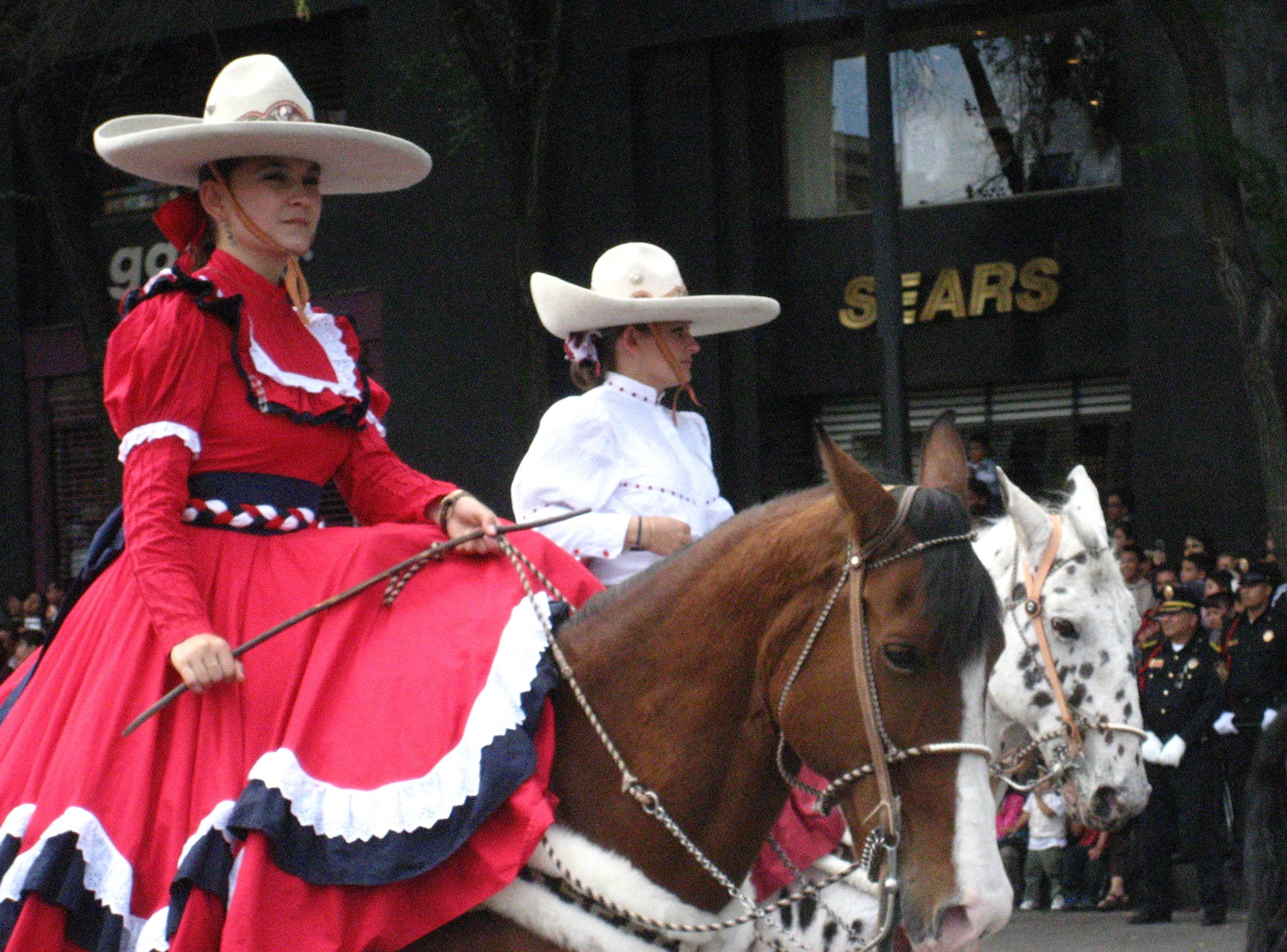
Jinetes con sus sombreros de charras y barbiquejos ajustados.